# Microrregión de Castanhal
La microrregión de Castanhal es una de las microrregiones del estado brasileño del Pará perteneciente a la mesorregión Metropolitana de Belém. Su población fue estimada en 2006 por el IBGE en 265.414 habitantes y está dividida en cinco municipios. Posee un área total de 3.760,738 km².

## Municipios
- Bujaru
- Castanhal
- Inhangapi
- Santa Isabel del Pará
- Santo Antônio del Tauá

- Datos: Q2653001